# Perizoma niveiplaga
Perizoma niveiplaga är en fjärilsart som beskrevs av Max Joseph Bastelberger 1909. Perizoma niveiplaga ingår i släktet Perizoma och familjen mätare. Inga underarter finns listade i Catalogue of Life.